# Schwarzkogel (Rosaliengebirge)
Der Schwarzkogel ist ein 673 m ü. A. hoher Berg im Rosaliengebirge im Burgenland.
Der Schwarzkogel liegt im Gebiet der Stadtgemeinde Mattersburg, nur etwa 150 Meter nördlich der Grenze zu Niederösterreich. Dort beginnt an seinen Flanken der Hocheckgraben mit der Schwarzenbacher
Rotte Hocheckgraben und östlich davon Eggenbuch. Nachbarberg im Osten ist der 677 m hohe Greimkogel, im Norden liegt das Tal Böse Reit.
Geologisch betrachtet besteht der Schwarzkogel aus Glimmerschiefer, überlagert von Grobgneis. Der Schwarzkogel ist vollständig bewaldet. Das Gebiet ist mit zahlreichen Forst- und Fußwegen erschlossen, von denen jedoch keiner bis zum Gipfel führt. Auf dem Sattel zum Greimkogel ist  eine Kapelle zu finden.